# ZSSK-Baureihe 361
Die Baureihe 361 der slowakischen Eisenbahngesellschaft ZSSK sind Elektrolokomotiven, die durch Umbau aus der einstigen ZSSK-Baureihe 163 als Mehrsystemlokomotive für 3-kV-Gleichspannung sowie Wechselspannung von 25 kV 50 Hz entstanden sind und als Ergänzung zur Baureihe 350 gedacht waren.

## Geschichte
Analog der ČD-Baureihe 363.5 entstand bei den slowakischen Eisenbahnen ZSSK um 2009 eine Umbauvariante der ČSD-Baureihe E 499.3 zu einer Mehrsystemlokomotive für 3 kV Gleichspannung und 25 kV 50 Hz Wechselspannung. Der Umbau wurde im Hinblick auf eine geplante noch nicht terminisierten Vereinheitlichung des Spannungssystemes durchgeführt. Die Fahrzeuge sollten im hochwertigen Schnellzugdienst eingesetzt werden. 2012 wurden fünf Lokomotiven mit den Nummern 361.001–005 gebaut, die eine Höchstgeschwindigkeit von 140 km/h besaßen.
Da die Lokomotiven auch für Einsätze zusammen mit der Baureihe 350 auf der Strecke Bratislava–Prag eingesetzt werden sollten, wurden zehn Maschinen auf eine Höchstgeschwindigkeit von 160 km/h umgebaut. In Betrachtung der möglichen Ausrüstung der Lokomotiven mit ETCS erhielten die nächsten elf umzubauenden Exemplare die Betriebsnummern 363.120–130, um diese im Betrieb unterscheiden zu können.
In der Zwischenzeit sind alle Lokomotiven auf eine Höchstgeschwindigkeit von 160 km/h umgerüstet worden.

## Technische Merkmale
Von den Spenderlokomotiven wurde der Lokkasten verwendet, das Fahrwerk wurde für die höhere Geschwindigkeit umgebaut und die Drehgestelle erhielten Schlingerdämpfer.
Die elektrische Ausrüstung ist durch einen zusätzlichen Haupttransformator, einen Hauptschalter für den Wechselstrombereich und die elektrische Ausrüstung für den Betrieb unter Wechselstrom ergänzt worden. Außerdem wurden verschiedene Elemente modernisiert, wie die Umrichter, neue Einholm-Dachstromabnehmer und eine neue Batterie. Die Führerstände erhielten eine Klimaanlage und eine verbesserte Heizung. Für den Einsatz im Langstreckeneinsatz wurden sie mit einer Hygieneecke, bestehend aus Systemen für heißes und kaltes Wasser, Wasserkocher, Mikrowelle und Kühlschrank ausgerüstet. Die Steuerung der Lokomotiven ist mit dem Mikroprozessorsystem MIREL RS 361 ausgeführt und bei allen Lokomotiven für ETCS nachrüstbar. Die Scheinwerfer wurden auf Leuchtdioden umgestellt, das Bremssystem erhielt eine Notbremsüberbrückung.

## Einsatz
Die Lokomotiven werden im Nah- und Fernverkehr eingesetzt. Beheimatet sind sie in Bratislava und Košice. Wegen der Finanzierung der ETCS-Nachrüstung mit Fördermitteln der Europäischen Union mussten die Loks in erster Linie befristet im öffentlichen Schienennahverkehr eingesetzt werden. Nach Ablauf dieser Befristung ist ein uneingeschränkter Fernverkehrseinsatz möglich. Das Einsatzgebiet der Lokomotiven von Bratislava erfolgt nach Prag, nach Košice und Žilina. Von Košice erstreckt sich das Einsatzgebiet auf den Strecken nach Poprad, Čierna nad Tisou und Budapest. Die Loks ergänzen im Fernverkehr die beschleunigungsstarken Baureihe 350 und Siemens Vectron. Im Vergleich zu diesen Baureihen ist die 361 leistungsschwächer, beschleunigt dadurch langsamer und kann Verspätungen damit nicht so gut aufholen.